# Ivana Alawi
Pour les articles homonymes, voir Ivana.
Mariam Sayed Sameer Marbella Al-Alawi, née le 25 décembre 1996 à Manille (Philippines), connue professionnellement sous le nom d'Ivana Alawi, est une actrice, mannequin et YouTubeuse philippine.
Elle est également PDG de sa propre marque de soins de la peau appelée Ivana Skin,.
Considérée comme l'une des plus grandes influenceuses des médias sociaux de son temps, Alawi est la célébrité philippine la plus abonnée sur YouTube, ayant été honorée par Google comme le "Top YouTube Content Creator" aux Philippines pendant deux années consécutives. En 2019, elle a remporté la "Meilleure nouvelle personnalité féminine de la télévision" aux PMPC Star Awards for Television. En 2021, Alawi a été classée quatrième sur la liste des «100 plus beaux visages du monde» par TC Candler,.

## Biographie
Ivana Alawi apparait dans la sixième saison de StarStruck (en) de GMA-7, diffusée en 2015, où elle se classe parmi les 22 meilleurs concurrents. Elle signe ensuite chez GMA Artist Center,.
En 2018, elle apparait en tant que Rina dans Precious Hearts Romances Presents : Araw Gabi d'ABS-CBN. Un an plus tard, elle joue comme Amor dans la série Ang Probinsyano, et fait ses débuts au cinéma dans le film Open (en)  et est ensuite choisie dans la distribution se 3pol Trobol: Huli Ka Balbon! (en) dont la première a lieu au Metro Manila Film Festival, et apparait comme Lolita dans Sino ang Maysala?: Mea Culpa,, pour laquelle elle reçoit le prix de la meilleure nouvelle personnalité féminine aux 33e PMPC Star Awards for Television.

### Vie privée
Fille d'une mère philippine et d'un père marocain, Ivana Alawi grandit à Bahreïn. Troisième de quatre enfants, elle hérite finalement de tout l'argent de son père après sa mort en 2018. Sa plus jeune sœur est l'ancienne enfant actrice Mona Alawi.
À la suite de la séparation de ses parents, Alawi, sept ans, s'est envolée seule vers les Philippines pour vivre avec sa mère.

## Filmographie partielle

### Au cinéma
| Année | Titre                             | Rôle                       | Remarques          | Source |
| ----- | --------------------------------- | -------------------------- | ------------------ | ------ |
| 2019  | Open (en)                         | Monique                    |                    | [ 16 ] |
| 2019  | 3pol Trobol: Huli Ka Balbon! (en) | Stacey Jimenez             | Invitée            | [ 17 ] |
| 2020  | Sitsit                            | Joyce                      | Segment : "Aswang" | [ 18 ] |
| 2022  | Partners in Crime (en)            | Barbara Nicole Rose Albano | Rôle principal     | [ 19 ] |

### À la télévision
| Année     | Titre                | Rôle                         | Remarques                               | Source |
| --------- | -------------------- | ---------------------------- | --------------------------------------- | ------ |
| 2011      | Tween Hearts (en)    | Alexa                        | Créditée comme "Mariel Rey"             | [ 10 ] |
| 2015      | StarStruck (en)      | elle-même                    | Top 22 Créditée comme "Mariam Al-Alawi" | [ 20 ] |
| 2018-2019 | Ang Probinsyano      | Madonna                      | Série de FPJ                            | [ 9 ]  |
| 2022      | A Family Affair (en) | Cherry Red Magwayen-Estrella |                                         |        |